# Hhohho

Hhohho är ett av Swazilands fyra distrikt, och ligger i landets nordvästra del. Hhohhos yta är 3 569 km² och befolkningen är 270 000 till antalet (1997). Det administrativa centrumet är landets huvudstad, Mbabane.